# Борислав смеётся
«Борисла́в смеётся» (укр. Борислав сміється) — литературное произведение украинского писателя Ивана Франко, жанр которого сам автор определил как повесть, но которое также обозначают как роман. Написано в 1881—1882 годах. Одно из крупнейших произведений Франко. Многократно переиздавалось в СССР, в том числе и на русском языке, было включено в советскую школьную программу по украинской литературе.

## Сюжет
Переехав в Борислав, Леон Гаммершляг основывает предприятие по добыче нефти. Открывая его, он созывает всех своих друзей, чтобы отметить открытие, а кроме того, провести нужный ритуал: в котлован погружают камень с ямкой, в который гости кидают деньги, после чего Гаммершляг в ней убивает приготовленного для ритуала щегла, накрыв ямку каменной плитой. Бенедя Синица, помощник каменщика, при погружении камня получает тяжёлую травму. Он становится организатором стачки, кассы рабочей взаимопомощи, блокировки штрейкбрехеров. Метод организованной борьбы Синицы противопоставляется в повести стихийному бунтарству и насилию братьев Бесарабов. Главные антагонисты произведения — капиталисты-евреи Леон Гаммершляг и Герман Гольдкремер.

## История создания и публикации
На написание писателя вдохновили реальные события. По мере развития промышленности и капиталистических отношений в Австро-Венгерской империи и во входившей в неё Западной Украине усиливался процесс расслоения и пролетаризации крестьянства. В 1850-е годы в Бориславе были найдены залежи нефти и озокерита, после чего началась «нефтяная лихорадка». В Борислав шли новые работники, привлечённые слухами о новых заработках, где работали в тяжёлых условиях и часто гибли. Франко, живший в находившемся рядом с Бориславом селом Нагуевичи, слышал о нём ещё в детстве. Он писал: «Не говорю уже о жителях самого бывшего села Борислава, из которых, за малыми исключениями, почти все пошли с сумой, Борислав истощает вдоль и вширь все соседние села, пожирает молодое поколение, силы, время, здоровье и нравственность целых крестьянских общин, целых масс». В 1870-е годы начались первые рабочие забастовки.

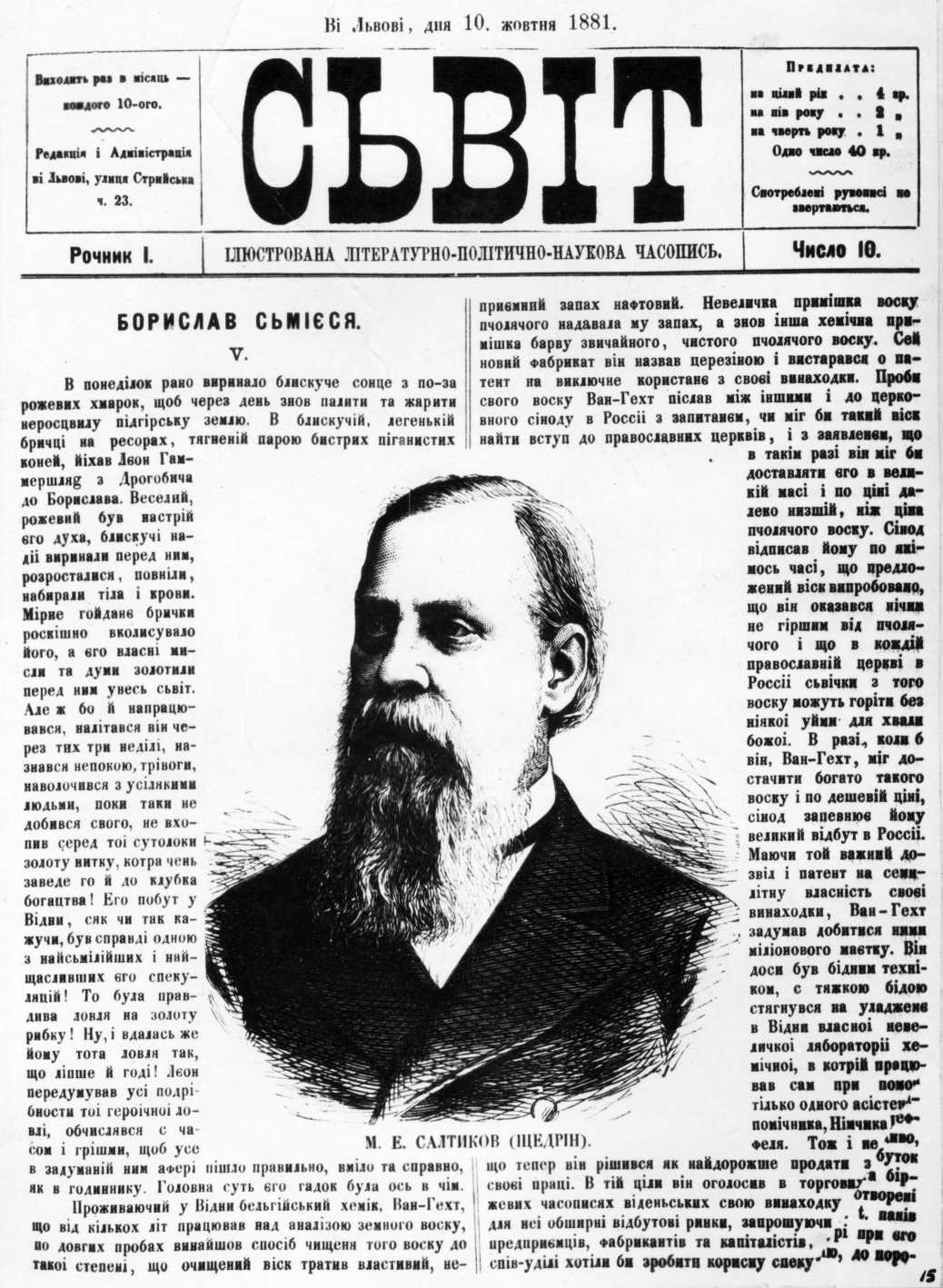
Первая публикация романа в журнале «Світ» (глава 5, № 10, 1881) с портретом М. Е. Салтыкова (Щедрина)

Роман связан с «бориславским циклом» писателя, в который вошли рассказы о Бориславе и повесть «Boa constrictor». В последней одним из главных героев является Герман Гольдкремер, также присутствующий в «Борислав смеётся»; Леон Гаммершляг, один из основных персонажей романа, до его выхода был представлен в рассказе «Ради праздника».
В основу книги легла стихийная стачка рабочих-нефтяников, закончившаяся осенью 1873 года большим пожаром на промыслах Борислава. В 1879 году Франко, обдумывая роман, писал Ольге Рошкевич: «Это будет роман несколько шире моих прежних повестей и, кроме жизни бориславских рабочих, представит также "новых людей" при деле, — значит, представит не факт, а, так сказать, представит в развитии то, что теперь существует в зародыше. <...> Главное — представить реально небывалое среди бывалого и в окраске бывалого». К работе Франко приступил во второй половине 1880 года.
Роман печатался по частям в течение 1881—1882 годов во львовском журнале «Світ», который Франко издавал совместно с Иваном Белеем. Вышедший в 1882 году двадцать первый номер журнала стал последним, и издание произведения прекратилось на XX главе. Повесть осталась незаконченной, хотя была близка к завершению, о чём свидетельствовала пометка в журнале «К[інець] б[уде]». Автор, видимо, намеревался продолжить работу, но намерения не осуществил. В бумагах Франко сохранилось только начало XXI главы и план дальнейших глав: «XXI – Смерть Леона ; XXII – Смерть Матія; XXIII – Бенедя; XXIV – Дальше пожар; XXV – Дальше пожар; XXVI – Андрусь в суді; XXVII – Рифка і Фанні».
Отдельное издание вышло в 1922 году в типографии Научного общества им. Шевченко с окончанием, написанным «на основе рассказа автора» его сыном Петром Франко.

## Критика
Как и многие другие произведения социалиста Франко, в советской критике повесть рассматривалась главным образом с позиций теории «критического реализма», где внимание уделялось главным образом классовым конфликтам. «Борислав смеётся» рассматривалось как одно из первых произведений о рабочем движении, в котором «писатель, едва ли не впервые во всей европейской литературе, показал становление промышленного пролетариата». Франко также приписывались и «черты, родственные реализму социалистическому»: 

И пусть эти первые попытки терпят неудачу, пусть стихийная сила протеста приводит к стремлению разрушить промыслы, «поджечь проклятое гнездо», пусть Бенеде Синице еще далеко до рабочего вожака, но в повести уже живет и действует новый герой — рабочая масса, и она приходит к сознанию того, что в единстве — сила, и впервые открыто объявляет войну капиталистам.— С. Крыжановский, Б. Турганов, 1971.
В современной украинской критике были переосмыслены такие установки: например, Т. Гундорова обращает внимание прежде всего на психологизм в творчестве Франко. 
Как писал украинский советский литературовед Дмитрий Наливайко, роман написан в духе европейской реалистической литературы конца XIX века, которая как раз переживала этап разработки рабочей темы. Принципиальное отличие его заключалось в том, что рабочие осмысливались как общественно-историческая сила, которая заявит о себе в будущем. Начало этого этапа традиционно принято отсчитывать от натурализма и романа Эмиля Золя «Жерминаль», опубликованного в 1885 году. Произведение Франко опередило роман Золя, начав печататься в 1881 году, однако начало разработки рабочей темы связывают не с ним, поскольку роман как событие тогда не вышел за пределы украинской литературы.
В романе Франко стремится максимально реалистично, вплоть до натуралистических подробностей, изобразить настроения рабочих, в том числе и через авторское повествование. Например, некоторые критики в характеристике Гаммершляга и Гольдкремера усмотрели следование Франко антисемитским стереотипам из-за отождествления взглядов автора и персонажей и повествователя, в то время как Франко, посвятивший часть своего творчества и евреям (и их защите), стремится точно передать негативное отношение рабочих к своим работодателям, в том числе и через характеристики повествователя.

## Экранизации
Было две попытки экранизировать произведение, обе в СССР. Только одна из экранизаций была завершена, обе не сохранились.
- «Борислав смеется» («Восковые короли») — советский украинский художественный фильм, снятый в 1927 году немецким кинематографистом Йозефом Рона на Одесской кинофабрике.
- «Борислав смеется» — незавершённый и утерянный фильм, снимавшийся в 1941 году на Киевской киностудии художественных фильмов, написанный Ю. Дольд-Михайликом в соавторстве с сыном писателя Петром Ивановичем Франко мотивам «Борислав смеётся», «Boa constrictor» и рассказов «Бориславского цикла».

## Переводы на русский язык
- Евгений Мозольков — в 1940 году впервые опубликованы отрывки перевода журналом «Дружба народов» с подзаголовком «Из повести» (№4, стр. 159—224), после чего перевод был издан полностью и многократно переиздавался.
  - 1940 год — первое полное издание перевода. М., ГИХЛ, ред. С. В. Евгенов, тираж 25 000.
  - 1971 год — переиздание перевода с переводом незавершённой XXI главы Борисом Тургановым.
- Михаил Пархоменко — в 1981 году напечатан издательством «Художественная литература».